# BKW Energie

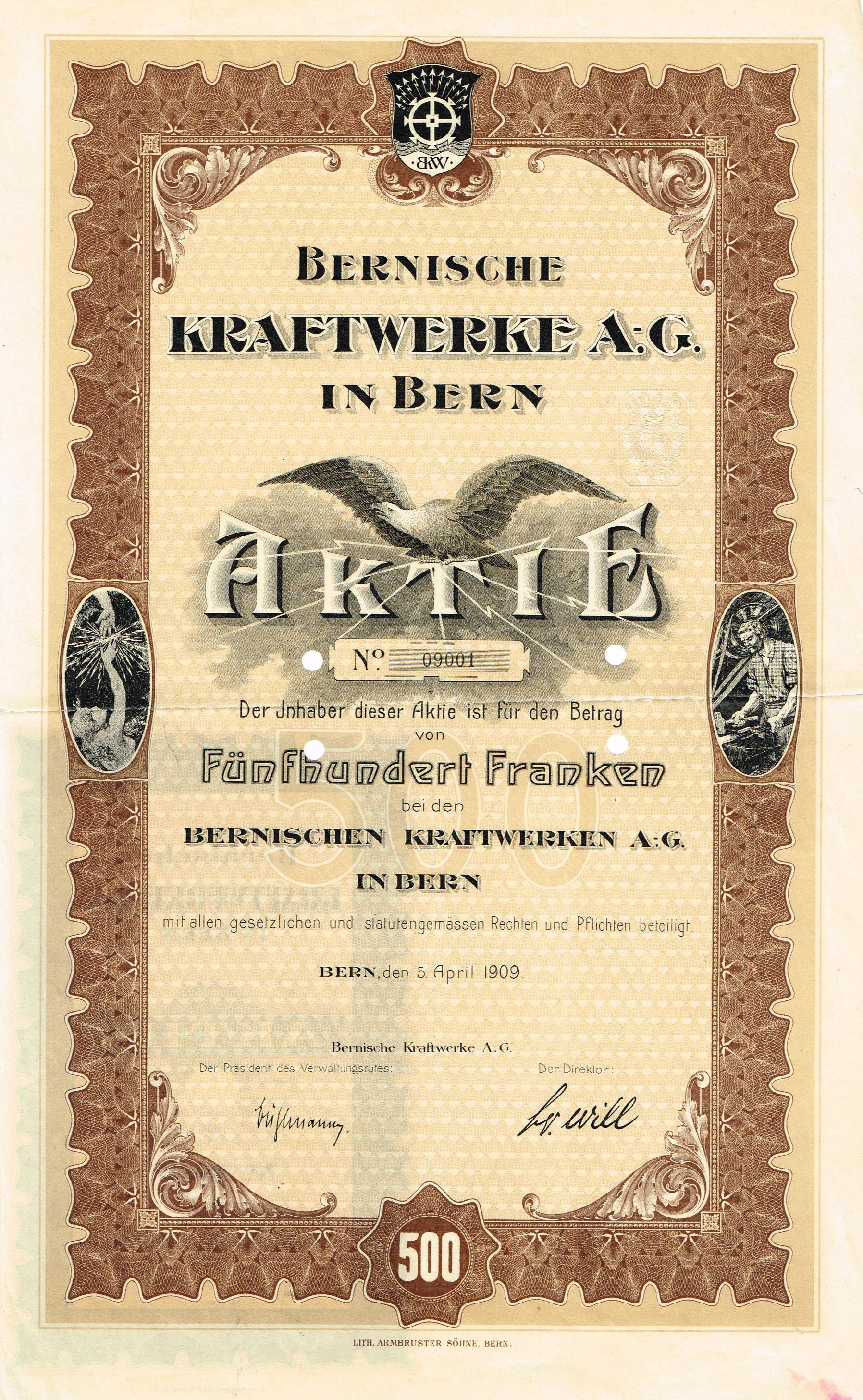
Aktie über 500 Franken der Bernischen Kraftwerke AG vom 5. April 1909

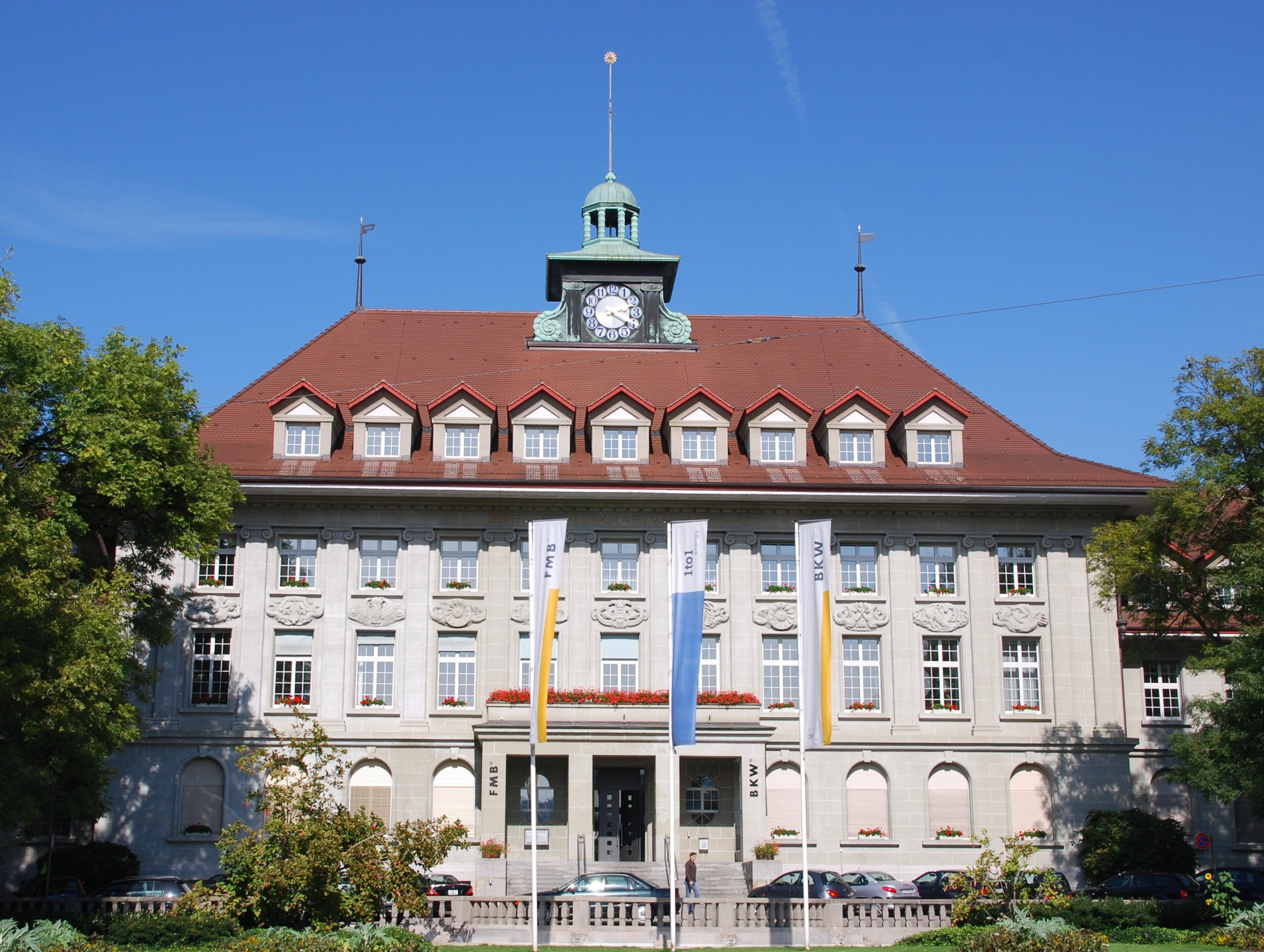
Hauptsitz der BKW, Viktoriaplatz (Bern), Architekt: Walter Bösiger

Die BKW Energie AG (BKW, ehemals Bernische Kraftwerke AG, und FMB, Forces Motrices Bernoises SA) ist ein international tätiges Energie- und Infrastrukturunternehmen mit Sitz in Bern in der Schweiz. Ihre Aktien sind an der SIX Swiss Exchange und an der Berne eXchange kotiert. Die BKW beliefert in rund 400 Gemeinden eine Million Menschen mit Strom. Im Jahr 2010 versorgte sie Privatkunden und Vertriebspartner mit über 8'153 Gigawattstunden (GWh) Energie. Das Unternehmen gilt als systemrelevant.

## Geschichte
Die Wurzeln der BKW als «Aktiengesellschaft Elektrizitätswerk Hagneck» gehen auf das Jahr 1898 zurück. Der Nidauer Handelsmann Eduard Will (1854–1927) war die treibende Kraft für den Bau des Hagneck-Werkes. Er gilt als eigentlicher Begründer der BKW und wurde 1919 ihr Generaldirektor. Der Name «Bernische Kraftwerke» (BKW) wird seit 1909 verwendet. Die amtliche französischsprachige Übersetzung des Unternehmensnamens lautet «Forces Motrices Bernoises» (FMB). Seit 2013 firmiert das Unternehmen unter der Bezeichnung «BKW Energie AG».
Mit 26,68 Terawattstunden (TWh) Energieumsatz gehört das Unternehmen zu den grossen, in den europäischen Verbund integrierten Energieunternehmen der Schweiz und beschäftigt rund 2800 Mitarbeiter in der Deutschschweiz und der Romandie sowie im nahen Ausland. Das Aktienkapital von 132 Millionen CHF ist zu einem Grossteil im Besitz des Kantons Bern; er ist mit 52,54 Prozent Mehrheitsaktionär. 10 Prozent gehören der Groupe E AG, 7,03 Prozent dem deutschen Energiekonzern E.ON, 9,99 Prozent sind Eigenbestand der BKW; der Rest (20,44 Prozent) sind Publikumsaktien (Stand 2011).
2019 übernahm die BKW die Swisspro-Gruppe. Swisspro ist im Bereich Gebäudetechnik (Informations- und Kommunikationstechnik, Gebäudeautomation und Elektroinstallation) tätig. Insgesamt wurden über 100 solcher Firmen aufgekauft. In den Jahren 2020 und 2021 war eine Aufspaltung in einen staatlich beherrschten und einen privatisierten Unternehmensteil in der Diskussion. Aufgrund von rechtlichen und finanziellen Risiken verwarf der Grosse Rat des Kantons Bern dieses Vorgehen, der Kanton solle zudem Mehrheitsaktionär bleiben. Im Jahr 2022 erwarb die BKW die Vertriebsrechte für die Elektroauto-Ladestation eLoaded für die Schweiz und Liechtenstein.
Im gleichen Jahr übernahm Robert Itschner die Konzernleitung von Suzanne Thoma. Finanzchef Ronald Trächsel verliess das Unternehmen 2023, er wechselte per 1. Juli 2023 in den Verwaltungsrat der Konkurrentin Alpiq.

## Übertragungs- und Verteilnetz
Das Unternehmen ist zuständig für die Elektrizitätsversorgung des Kantons Bern (mit Ausnahmen der Städte Bern, Biel und Thun), des Kantons Jura und umliegender Gebiete. Rund 400 Gemeinden werden von ihr beliefert. Die BKW betreibt rund 22‘000 Kilometer Leitungen auf allen sieben Spannungsebenen: auf lokaler, regionaler, überregionaler und nationaler Ebene; der Grossteil der Leitungskilometer von 14'790 Kilometern entfällt dabei auf das regionale Netz mit einer Spannung von 0,4 kV. Die BKW Übertragungsnetz AG besitzt rund 12 % des schweizerischen Übertragungsnetzes (Höchstspannung), bestehend aus Leitungen sowie Transformatoren der Spannung 380 kV und 220 kV. Die Stadt und Agglomeration Bern versorgt die BKW über zwei 220-kV-Zuleitungen. Gemeinsam mit der Elektrizitätsgesellschaft Laufenburg (EGL) betreibt sie mit der Gemmileitung die längste 380-kV-Leitung der Schweiz von Creux de Chippis im Kanton Wallis nach Laufenburg. Zwischen Innertkirchen, Littau und Mettlen bei Inwil verläuft eine 220-kV-Gemeinschaftsleitung der BKW und des Elektrizitätswerks der Stadt Zürich (EWZ).

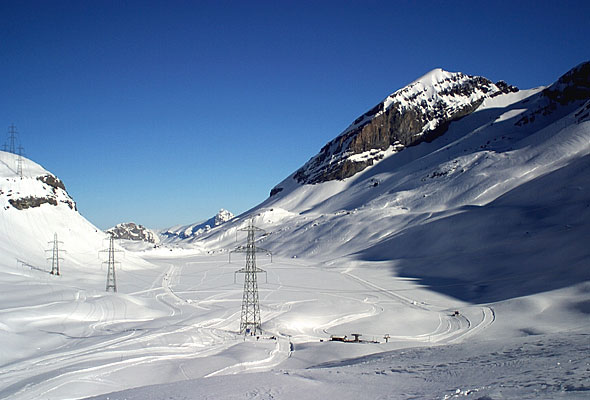
Die Gemmileitung beim zugefrorenen Daubensee

Die BKW Energie AG ist über die Tochtergesellschaft BKW Netzbeteiligung AG an der Swissgrid AG beteiligt.
2024 wurde der Auftrag zur Installation von über 400'000 intelligenten Stromzählern an Cablex vergeben.

## Kraftwerke

### Kernkraftwerke

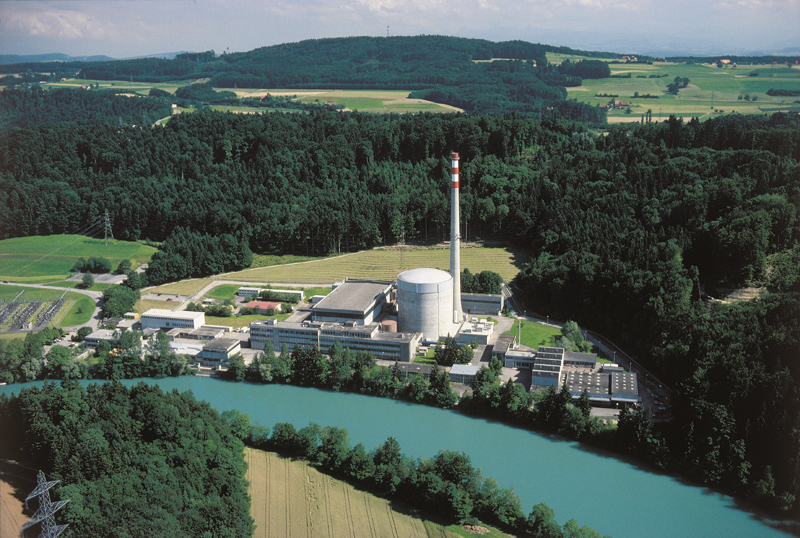
Kernkraftwerk Mühleberg

Das Unternehmen ist alleinige Eigentümerin und Betreiberin des Kernkraftwerks Mühleberg. Das Kraftwerk ging im Jahr 1972 als zweites kommerzielles Schweizer Kernkraftwerk ans Netz. Seit Beginn der Produktion erzeugte das Kernkraftwerk insgesamt mehr als 105‘733 Mio. kWh Strom (Stand Januar 2012). Am 4. Dezember 2008 reichte sie ein Rahmenbewilligungsgesuch für den Ersatz dieses Kernkraftwerks ein. Nach der schweren Nuklearkatastrophe von Fukushima sistierte der Bundesrat das Rahmenbewilligungsgesuch. Die BKW entschied Ende 2013, das Kernkraftwerk Mühleberg im Jahr 2019 vom Netz zu nehmen, was am 20. Dezember 2019 auch tatsächlich erfolgte. Die entfallende Strommenge könne auf dem internationalen Strommarkt bezogen werden.
Das Unternehmen verfügt über Rechte zum Bezug aus den französischen Kernkraftwerken Cattenom und Fessenheim, um im Winter Engpässe in der inländischen Produktion zu decken. Die BKW ist mit 14,7 Prozent am schweizerischen Kernkraftwerk Leibstadt beteiligt.

### Wasserkraftwerke
Knapp 60 Prozent der BKW-Stromproduktion stammt aus Wasserkraft. Das Unternehmen produziert und bezieht mehr als 4000 GWh jährlich aus eigenen Kraftwerken sowie aus rund 20 Beteiligungen. Alle eigenen Kraftwerke sind nach der Umweltmanagementnorm ISO 14001 zertifiziert. Strom aus dem Wasserkraftwerk Aarberg ist mit dem Gütesiegel «nature made star» zertifiziert. Neben den Laufkraftwerken entlang der Aare besitzt die BKW auch Beteiligungen an Speicherkraftwerken, z. B. an den Kraftwerken Oberhasli oder dem Kraftwerk Sanetsch; an diesen beiden Werken ist die BKW mit je 50 Prozent beteiligt. Im Herbst 2021 wurde das Wasserkraftwerk Wiler-Kippel an der Lonza in Betrieb genommen, wobei die BKW Energie AG eine Beteiligung von 34 Prozent an der Kraftwerke Wiler-Kippel AG hält.

### Gaskraftwerke
Das Unternehmen betreibt zusammen mit E.ON Italia in Livorno Ferraris (Italien) ein 800-MW-Gaskraftwerk. Die BKW ist an diesem Kraftwerk mit 25 Prozent beteiligt. Im Bau ist ein 104-MW-Gaskraftwerk in Ortona (Italien) zusammen mit Tamarete Energie SA. In der Schweiz existieren Pläne für ein 400-MW-Gaskombikraftwerk mit Wärmenutzung in Utzenstorf, diese Pläne werden im Moment jedoch nicht weiterverfolgt. Die BKW ist beteiligt am 400-MW-Gaskraftwerk-Projekt in Cornaux (Schweiz). 1989 wurde das Deponiegaskraftwerk Teuftal (DGKW) bei der Deponie Teuftal in Betrieb genommen.

### Kohlekraftwerke

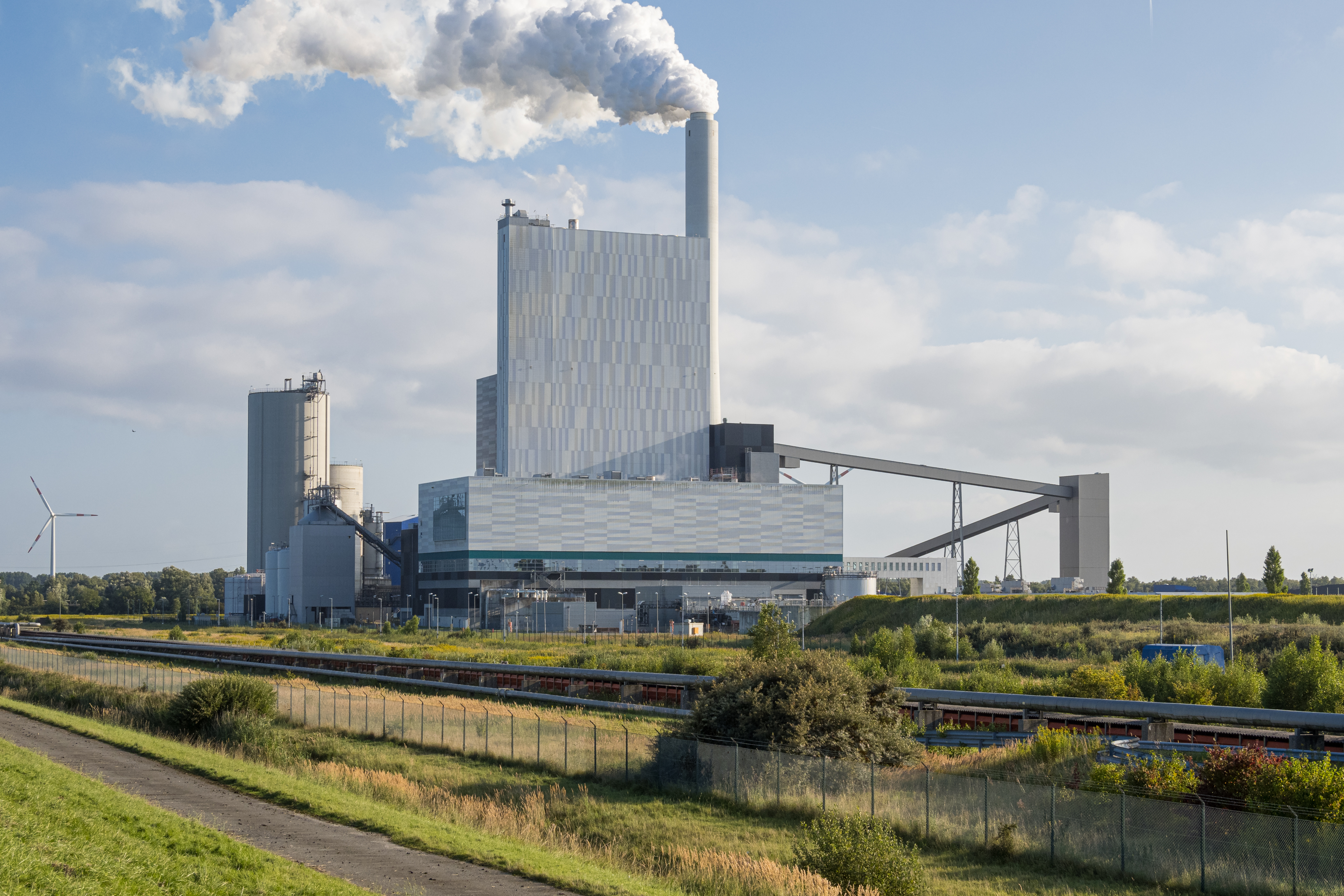
Steinkohlekraftwerk Wilhelmshaven

Wegen des geplanten Baus eines 900-MW-Steinkohlekraftwerks im niedersächsischen Dörpen zusammen mit der deutschen EnBW Energie Baden-Württemberg AG und des damit verbundenen CO₂-Ausstosses erhielt die BKW den Negativpreis Public Eye Award in der Kategorie «Swiss» verliehen. Die Planungen zum Bau wurden im Dezember 2009 eingestellt.
Das Unternehmen hält jedoch seit 2008 einen 33-Prozent-Anteil am 731-MW-Steinkohlekraftwerk Wilhelmshaven in Niedersachsen, welches 2015 in Betrieb ging. 2024 teilte die BKW mit, diese Beteiligung veräussern zu wollen.

### Erneuerbare Energien
Um ihren Anteil am gesetzlich vorgegebenen Ziel von 5400 GWh Stromproduktion aus erneuerbaren Energiequellen zu übertreffen, hat die BKW-Tochtergesellschaft sol-E Suisse AG ihre Tätigkeiten stark ausgebaut. 2008 hatte sie in der Schweiz rund 200 Projekte in Arbeit. Im Januar 2011 korrigierte die BKW die angestrebten Ausbauziele aufgrund zunehmenden Widerstands und langsamer Verfahren um 40 % nach unten auf 0,6 TWh. Die auf erneuerbare Energien spezialisierte BKW-Tochtergesellschaft sol-E Suisse AG betreibt im Berner Jura den mit 16 Turbinen (23,66 MW) grössten Schweizer Windpark. Im Jahr 2010 nahm die BKW 80 Anlagen für erneuerbare Energien in Betrieb; vier von fünf dieser Anlagen liegen im Ausland. 90 Projekte waren bei der sol-E Suisse AG im Jahr 2011 in Planung. Die BKW betrieb im Jahr 2010 insgesamt 198 Anlagen für erneuerbare Energien (Wind-, Wasser-, Biomasse- und Sonnenkraftwerke) in der Schweiz, Deutschland und Italien. In Deutschland und Italien betreibt die BKW je sechs Windparks mit 129 MW bzw. 168 MW Leistung. Im Jahr 2010 gründeten die BKW und Energie Wasser Bern (ewb) das Gemeinschaftsunternehmen HelveticWind, das sich zum Ziel gesetzt hat, Projekte mit mindestens 100 MW zu realisieren. Im Januar 2012 kamen als weitere Partner EKZ Renewables AG (EKZ), Genossenschaft Elektra Baselland (EBL) sowie SN Erneuerbare Energie AG (SNEE) dazu, und die Ziele wurden auf 170 MW ausgebaut. Die Aktivitäten konzentrieren sich vor allem auf Deutschland und Italien. Mit den beiden deutschen Windparks Sendenhorst (Nordrhein-Westfalen) und in Lüdersdorf-Parstein (Brandenburg) verfügt HelveticWind bereits über eine Gesamtleistung von 37 MW. Die Parks produzieren während rund 2'000 Volllaststunden zusammen insgesamt 82 Gigawattstunden Strom. Dies entspricht dem jährlichen Stromkonsum von rund 22'000 Haushalten. Mit dem Konsortium Nordic Wind Power DA besitzt die BKW zusammen mit der Credit Suisse 40 % des Windparks Fosen Vind in Norwegen; ein Joint Venture mit Statkraft, 1057 MW installierte Leistung, in Vollbetrieb seit März 2021. Kritisiert wird der Umgang mit den indigenen Samen. In diesem Zusammenhang hat die Gesellschaft für bedrohte Völker im Januar 2020 eine Beschwerde gegen die BKW eingereicht.

## Umwelt
2018 hat die BKW durchschnittlich 156 Gramm CO₂-Äquivalente und 24 Kubikmillimeter Atommüll pro Kilowattstunde erzeugt. Unter den vier grössten Energiekonzernen in der Schweiz – neben der BKW sind dies Alpiq, Axpo und Repower – schnitt die BKW mit durchschnittlich 312 Umweltbelastungspunkten (UBP) im Mittelfeld ab.
Der Strommix der BKW Energie setzte sich im Jahr 2022 aus 30 % Kernenergie, 59 % Wasserkraft, 3 % Sonnenenergie, 2 % Biomasse und 6 % gefördertem Strom zusammen.